# زورا فولي
زورا فولي (بالإنجليزية: Zora Folley)‏ مواليد 27 مايو 1931 في دالاس - الوفاة 7 يوليو 1972، كان ملاكم أمريكي سابق صنّف ضمن فئة الوزن الثقيل.

## إحصائيات
خاض خلال مسيرته 96 نزالا، فاز في 79 وتعادل في 6 وخسر في 11. فاز بالضربة القاضية في 44 نزالا.

## روابط خارجية
- زورا فولي على موقع بوكس ريك (الإنجليزية) (registration required)